# Dieter Wunder
Karl Dieter Wunder (* 21. April 1936 in Düsseldorf) ist ein deutscher Lehrer und war von 1981 bis 1997 der Vorsitzende der Gewerkschaft Erziehung und Wissenschaft (GEW).

## Leben
Der Sohn des Bibliothekars, Einsatzleiters im Einsatzstab Reichsleiter Rosenberg und späteren Gymnasialprofessors Gerd Wunder sowie einer Lehrerin besuchte 1946 bis 1955 das Gymnasium in Schwäbisch Hall. Er studierte Deutsch und Geschichte an den Universitäten Göttingen, München und Hamburg bis zur Promotion 1962 über den Nebensatz in der Evangelienharmonie des elsässischen Mönches Otfrid von Weißenburg. 1957 trat er in den Sozialistischen Deutschen Studentenbund (SDS) ein und war 1959 in dessen Bundesvorstand. Aus der SPD wurde er 1961 wegen Protests gegen die Unvereinbarkeit mit dem SDS ausgeschlossen. 1978 trat er wieder ein.
1963 wurde Wunder Referendar in Hamburg, ab 1965 war er Gymnasiallehrer. 1970 wurde er Fachbereichsleiter für das Fach Politik an Gesamtschulen und war in der Vorbereitung der Gesamtschule Mümmelmannsberg in Hamburg tätig. 1972–1981 leitete er als Oberstudiendirektor diese Gesamtschule.
Seit 1969 gehört er als Schriftführer dem Vorstand des Landesverbandes Hamburg der Gewerkschaft Erziehung und Wissenschaft an. 1975/76 baute er die Fachgruppe „Gesamtschulen“ auf GEW-Bundesebene auf und wurde 1977 Geschäftsführender GEW-Vorstand als Leiter des Referats „Aus- und Fortbildung“, 1979 Leiter des Referats „Beamten-, Tarif- und Besoldungsrecht“, 1980 Zweiter stellvertretender Vorsitzender der GEW. Von 1981 bis 1997 war er der Bundesvorsitzende. Außerdem war er 1993–1998 Stellvertretender Vorsitzender der Bildungsinternationale (BI), 1999–2000 Vorsitzender der brandenburgischen Regierungskommission „Entwicklung der Schule der Sekundarstufe I im ländlichen Raum“. 
Wunder wurde 1999 Geschäftsführer der Gustav-Heinemann-Initiative, Mitglied in der Bildungskommission der Heinrich-Böll-Stiftung, im Sachverständigenrat Bildung der Hans-Böckler-Stiftung, in der Gemeinsamen Bildungskommission Berlin-Brandenburg und in der Parteienfinanzierungskommission des Bundespräsidenten. Er ist seit 2011 Mitglied der Historischen Kommission für Hessen.
Dieter Wunder publiziert bis heute zu bildungspolitischen Fragen, nach dem Berufsende auch zur hessischen Adelsgeschichte. Er ist verheiratet mit der Historikerin Heide Wunder und lebt in Bad Nauheim.

## Publikationen
- Der Adel im Hessen des 18. Jahrhunderts – Herrenstand und Fürstendienst. Grundlagen einer Sozialgeschichte des Adels in Hessen. Historische Kommission für Hessen, Marburg 2016.
- mit Ute Erdsiek-Rave: Bildung – ein sozialdemokratisches Zukunftsthema, Bonn 2011, online (PDF; 323 kB).
- Hrsg.: Ein neuer Beruf? Lehrerinnen und Lehrer an Ganztagsschulen, Wochenschau, Schwalbach/Ts. 2008.